# Władysław Szczepaniak
Władysław Szczepaniak (Varsovia, Polonia, 19 de mayo de 1910 - Varsovia, Polonia, 6 de mayo de 1979) fue un futbolista polaco que desempeñó toda su carrera deportiva en el Polonia Varsovia, donde llegó a ser capitán. Fue convocado también con la selección de fútbol de Polonia, disputando los Juegos Olímpicos de 1936 y la Copa Mundial de Fútbol de 1938.

## Clubes
| Club             | País    | Año         | Partidos | Goles |
| Polonia Varsovia | Polonia | 1926 - 1948 | 166      | 37    |

- Datos: Q1359330
- Multimedia: Władysław Szczepaniak / Q1359330